# Heidi Specker
Heidi Specker (* 1962 in Damme) ist eine zeitgenössische Künstlerin, die seit 1992 in Berlin lebt und arbeitet.

## Leben
Heidi Specker studierte ab 1984 Design, Fotografie-/Film-Design an der Fachhochschule Bielefeld, das sie 1990 mit dem Diplom Design und Visuelle Kommunikation abschloss. 1991 erhielt sie ein Stipendium des Deutsch-Französischen Jugendwerks und 1992 ein Arbeitsstipendium des Landes Niedersachsen. 1995 wurde sie Meisterschülerin von Joachim Brohm an der Hochschule für Grafik und Buchkunst in Leipzig.
Im Jahr 1996 wurde Heidi Specker mit dem European Photography Award der Deutschen Leasing AG ausgezeichnet. Außerdem erhielt sie ein Arbeitsstipendium für Bildende Kunst von der Senatsverwaltung für Wissenschaft, Forschung und Kultur, Berlin. 1997 wurde Specker mit dem ars viva 97/98 – Medienkunst, einem Förderpreis des Kulturkreises der Bundesverband der deutschen Wirtschaft im BDI e.V., ausgezeichnet. Im Jahr 1999 erhielt sie ein Arbeitsstipendium der Stiftung Kunstfonds, Bonn. 2005 wurde sie mit dem Deutschen Fotopreis für ihr Buch Im Garten / concrete zur gleichnamigen Ausstellung im Sprengel Museum Hannover ausgezeichnet. Im Jahr 2010 erhielt Specker ein Stipendium für die Villa Massimo in Rom. Specker war mit dem Kurator und Kunstprofessor Kasper König verheiratet.

### Lehrtätigkeit
Von Oktober 2006 bis September 2009 vertrat sie die Professur für Fotografie und Medien an der Hochschule für Grafik und Buchkunst Leipzig, an die sie nach dem Jahresstipendium in der Zeit 2010/2011 in der Villa Massimo zurückkehrte.

## Werkbibliographie
- ABC H (Architektur, Beton, Chronologie - Haus der Fotografin), Ausstellung im Hagener Kunstverein, Imschoot, Gent 2000, ISBN 978-90-72191-96-0; (7-teilige Edition „Peter Behrens“)
- Concrete. Ausstellung im Sprengel Museum Hannover, Steidl Verlag, Göttingen 2005
- Im Garten. Ausstellung Heidi Specker - Im Garten 2005–2006 im Sprengel Museum Hannover, Steidl Verlag, Göttingen 2005, ISBN 3-86521-140-2
- Bangkok. Fotografien von Specker und Germaine Krull aus der Sammlung  Ann und Jürgen Wilde, Ausstellung im Sprengel Museum Hannover 2006, (Wilde, Eigenverlag), Zülpenich 2006, ISBN 978-3-00-017658-6
- Hilf mir, ich bin blind. 28 Tage Aussicht auf Einbildung, Bilder aus Australien 2009 mit Texten von Theo Deutinger, Christoph Keller Edition & JRP/Ringier, Zürich 2010, ISBN 978-3-03764-130-9[3]
- Sankt Anna. Ausstellung im Leopold-Hoesch-Museum Düren, Verlag der Buchhandlung Walther König, Köln 2012, ISBN 978-3-86335-159-5
- Three Women. Mit Anna Viebrock, Argobooks, Berlin 2013, ISBN 978-3-942700-38-2
- Le pigment de la lumière. Mit Olaf Nicolai, Spectormag, Leipzig 2015, ISBN 978-3-944669-58-8
- Re-prise. 110 Photos de Heïdi Specker. Konzeptuelle Variation über Moï Vers Ci-contre, Pinakothek der Moderne/Stiftung Ann und Jürgen Wilde, München 2015, Spector Books, Leipzig 2015, ISBN 978-3-95905-064-7
- In Front Of. Fotografien 2005–2015, Ausstellung in der Berlinischen Galerie, Snoeck, Köln 2016, ISBN 978-3-86442-165-5[4]
- Saat Seed. Ausstellung im Mies van der Rohe Haus Berlin, Form+Zweck, Berlin 2017, ISBN 978-3-935053-98-3
- Damme. Ausstellung im Oldenburger Kunstverein, Verlag der Buchhandlung Walther König, Köln 2020, ISBN 978-3-96098-781-9

## Beiträge
- Neue Meisterhäuser in Dessau, 1925–2014. Edition Bauhaus 46, hrsg. von Philipp Oswalt, Spectormag, Leipzig 2017, ISBN 978-3-944669-61-8

- Mohr Siebeck Verlag für die Wissenschaften, hrsg. von Henning Zibritzki, Verlag der Buchhandlung Walther König, Köln 2020, ISBN 978-3-96098-798-7

## Retrospektiven
- Heidi Specker: Fotografin. Kunstmuseum Bonn, Verlag für moderne Kunst, Nürnberg 2018.[5]

## Ausstellungen

### Einzelausstellungen
- Heidi Specker DAMME, Kunsthalle Lingen

### Gruppenausstellungen
- 1996:  RaumZeit - BildRaum. Zehn fotografische Beiträge. Folkwang Museum Essen, Ausst. und Katalog im Eigenverlag hrsg. von Ute Eskildsen, (ohne ISBN)
- 1997/98: ars viva 97/98 - Medienkunst. Staatsgalerie Stuttgart, Museum Abteiberg Mönchengladbach, Nationalgalerie im Hamburger Bahnhof etc., Kunsthalle zu Kiel, Katalog im Eigenverlag, Köln 1997
- 1998: Realer Raum Bild Raum. Fotografische Arbeiten. (von Thomas Demand, Susanne Brügger und Specker), Institut für Auslandsbeziehungen Stuttgart
- 1999: Reconstructing Space - Architecture in Recent German Photography. The Architectural Association in London, Katalog: AA Publications, London 1999
- 2000: Unschärferelation: Fotografie als Dimension der Malerei. Kunstverein Freiburg im Marienbad, Kunstmuseum Heidenheim und Stadtgalerie Saarbrücken, hg. von Stephan Berg, René Hirner und Bernd Schulz, Katalog: Hatje Cantz, Ostfildern-Ruit 2000, ISBN 978-3-7757-9008-6
- 2006: Click Doubleclick: The Documentary Factor. Wanderausstellung kuratiert von Thomas Weski und Jean-François Chevrier, Katalog: Verlag der Buchhandlung Walther König, Köln 2007, ISBN 978-3-86560-054-7
- 2007: Darstellung/Vorstellung. Institut für Auslandsbeziehungen e.V., kuratiert von Thomas Weski, Katalog: Verlag der Buchhandlung Walther König, Köln 2007, ISBN 978-3-86560-273-2